# Pyytinkarit
Pyytinkarit är öar i Finland. De ligger i Skärgårdshavet och i kommunen Nådendal i den ekonomiska regionen  Åbo ekonomiska region i landskapet Egentliga Finland, i den sydvästra delen av landet. Öarna ligger omkring 36 kilometer väster om Åbo och omkring 180 kilometer väster om Helsingfors.
Arean för den av öarna koordinaterna pekar på är 2,6 hektar och dess största längd är 350 meter i sydöst-nordvästlig riktning.